# Der Name der Rose (Film)
Der Name der Rose (französisch Le Nom de la rose, italienisch Il nome della rosa, spanisch El nombre de la rosa, englisch The Name of the Rose) ist ein deutsch-französisch-italienisches Filmdrama aus dem Jahr 1986. Es ist die Verfilmung des gleichnamigen Romans von Umberto Eco durch Jean-Jacques Annaud (Regisseur) und Bernd Eichinger (Produzent) mit Sean Connery als William von Baskerville und Christian Slater als Adson von Melk. Das Drehbuch wurde von Andrew Birkin, Gérard Brach, Howard Franklin und Alain Godard geschrieben.

## Handlung
Die gesamte Geschichte wird rückblickend von Adson von Melk erzählt.
Der Franziskaner William von Baskerville und sein Adlatus, der Novize Adson, reisen im Jahr 1327 in eine Abtei der Benediktiner im Ligurischen Apennin, wo William an einem theologischen Disput teilnehmen soll. Der Spirituale des Franziskaner-Ordens Ubertino da Casale befindet sich bereits in dem Kloster. Bei der Ankunft fragt William den Abt des Klosters Abbo von Fossanova nach einem kürzlichen Todesfall, nachdem er bei seiner Ankunft entsprechende Hinweise darauf wahrgenommen hatte. Der Abt berichtet, wie der Mönch und Illustrator Adelmo von Otranto grausam entstellt außerhalb der Klostermauer unterhalb eines Turms gefunden worden sei und alles auf einen übernatürlichen Vorgang hindeute, da das Fenster, unter dem Adelmo gefunden wurde, nicht geöffnet werden könne.
William löst das Rätsel. Es schließt sich jedoch eine Mordserie an mehreren Mönchen an. Das nächste Opfer ist der griechische Übersetzer Venantius von Salvemec. Er wird in der Metzgerei des Klosters aufgefunden, kopfüber in einem großen Kessel voller Schweineblut. Schnell verbreitet sich unter den Mönchen die Befürchtung, die Apokalypse sei eingetreten, weil die Begleitumstände der Todesfälle Ähnlichkeiten mit einer Passage der Johannesoffenbarung aufweisen. So wird – ebenso vermeintlich auf die Johannesoffenbarung deutend – der Gehilfe des Bibliothekars Malachias von Hildesheim, Berengar von Arundel, ertrunken in einem Badezuber mit Wasser gefunden. Bei der Obduktion entdeckt William aber, dass der Ertrunkene geschwärzte Finger und eine geschwärzte Zunge hat; die Indizien weisen auf eine Vergiftung hin. Außerdem findet er eine Reihe von Hinweisen, die darauf schließen lassen, dass die Ursache der seltsamen Ereignisse im Kloster nicht die nahende Apokalypse, sondern der Diebstahl eines griechischen Buches aus der Bibliothek des Klosters ist.
Williams Untersuchungen ergeben schließlich, dass Adelmo Selbstmord beging, da er Berengar, dem Gehilfen des Bibliothekars, für sexuelle Handlungen zur Verfügung stand und mit seiner Schuld nicht leben konnte. Berengar hatte Adelmo dafür Zugang zu dem griechischen Buch gewährt. Vor seinem Selbstmord vertraute Adelmo sich dem griechischen Übersetzer Venantius an und verriet ihm, wo man das Buch finden könne. Auch Venantius starb, nachdem er darin gelesen und sich Notizen gemacht hatte. Bei einem Besuch im Skriptorium verhinderte Berengar, dass William das Buch entdeckte, und schlich sich in der folgenden Nacht in den Schreibsaal, um das Buch an sich zu nehmen. Nachdem er darin gelesen hatte, verspürte er starke Schmerzen, die er mit einem Bad zu lindern versuchte. Dabei ertrank er. Vorher versteckte er jedoch das Buch in den Räumen des Heilkundigen Severinus von St. Emmeram. Severinus wird später von dem Bibliothekar Malachias ermordet, der das Buch an sich nimmt.
Während William und Adson den Mörder suchen, lernt Adson während einer nächtlichen Verfolgung ein Bauernmädchen in der Klosterküche kennen, das ihn liebevoll verführt. Es wird später von dem mit einer der Verhandlungsdelegationen angereisten Inquisitor Bernardo Gui verhaftet und der Hexerei beschuldigt. Bernardo Gui verurteilt außerdem den Kellermeister des Klosters, Remigio da Varagine, sowie seinen buckligen Gehilfen Salvatore zum Tode, da diese in der Vergangenheit den Apostelbrüdern des Fra Dolcino angehörten, die reiche Kleriker ermordeten. Später stirbt auch der Bibliothekar Malachias in der Kirche des Klosters während der Messe an einer Vergiftung.
William findet schließlich heraus, dass der blinde Mönch Jorge de Burgos die Morde verübt hat, damit das Vorhandensein des verschollen geglaubten „Zweiten Buches der Poetik“ des Aristoteles in der Bibliothek geheim bleibe, weil dessen Inhalt nach Jorges Überzeugung die Kirche bedroht, da die Ausführungen des antiken Philosophen zur Komödie auch die Religion der Lächerlichkeit preisgäben. Jorge hatte daher die rechte obere Ecke der rechten Seiten des Buches mit einem Gift bestrichen, so dass jeder, der in dem Buch las und sich den Finger zum Umblättern der klebrigen Seiten mit der Zunge befeuchtete, vergiftet wurde. Als Jorge sich überführt sieht, verbrennt er das Buch in der Bibliothek, die dann mit dem gesamten Buchbestand in Flammen aufgeht. Jorge wird von herabstürzenden brennenden Balken erschlagen. Während des Brandes entkommt das zum Tode verurteilte Mädchen vom Scheiterhaufen, der Kellermeister und sein Gehilfe verbrennen indes. Der fliehende Bernardo Gui kommt ebenfalls ums Leben, als seine Kutsche von der aufgebrachten Dorfbevölkerung in den Abgrund gestürzt wird. William rettet sich mit einigen wenigen wertvollen Büchern aus der brennenden Bibliothek und verlässt nun, da der theologische Disput beendet und die Rätsel gelöst sind, das Kloster gemeinsam mit Adson. Dieser überlegt in der Schlussszene kurz, ob er sich statt seines Meisters lieber dem Mädchen anschließen soll, und entscheidet sich am Ende für William. Den Namen des Mädchens hat er nie erfahren.

## Filmhintergründe
Nach dem Erscheinen des Romanes von Umberto Eco sollte dieser nach der Vergabe der Filmrechte zunächst als französische Produktion mit Annaud als Regisseur realisiert werden, bevor Bernd Eichinger unter Erstattung der Vorkosten die alleinige Produktion übernahm. Annaud blieb auch unter Eichinger Regisseur. Nach Aussage von Eichinger waren ursprünglich 16,5 Millionen US-Dollar als Produktionsbudget vorgesehen; letztendlich wurden jedoch 47 Millionen Deutsche Mark ausgegeben. Das weltweite Einspielergebnis des Films lag bei 77 Millionen Dollar, davon 7,2 in den Vereinigten Staaten. Mit der Besetzung der Hauptrollen durch die auch in den USA populären Ex-Bond-Darsteller Sean Connery und dem im Jahr 1985 mit dem Oscar ausgezeichneten F. Murray Abraham, konnte die europäische Filmproduktion sich auf Rang 94 der US-Kinocharts von 1986 platzieren. In Westdeutschland war der Mittelalterthriller mit mehr als 5,8 Mio. Besuchern und einem Einspielergebnis von mehr als 25 Mio. D-Mark der erfolgreichste Kinofilm im Jahr 1986. Auch in der DDR wurde der Film 1988 in den Kinos gezeigt.
Die meisten Innenaufnahmen fanden im Kloster Eberbach im Rheingau statt. Die Szenen im labyrinthischen Inneren der Bibliothek wurden in den Cinecittà-Studios bei Rom gedreht. Für die Außenaufnahmen des Klosters wurde ab Mitte 1985 auf einem Hügel bei Prima Porta, einer Vorstadt von Rom, nach Entwürfen Dante Ferrettis eines der größten Sets der europäischen Filmgeschichte errichtet. Hierzu gehörte auch ein 30 Meter hoher Bibliotheksturm nach dem Vorbild des Castel del Monte. Die Landschaftsaufnahmen entstanden in den Abruzzen nordöstlich von L’Aquila. Weitere Szenen wurden auf der Burg in Molina de Aragón in Spanien gedreht.

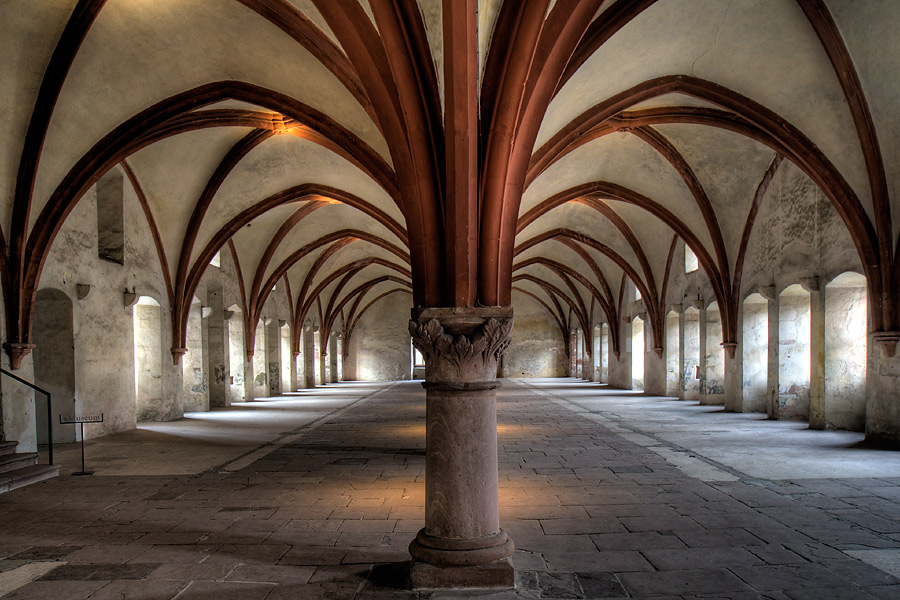
Dormitorium im Kloster Eberbach, im Film das Skriptorium
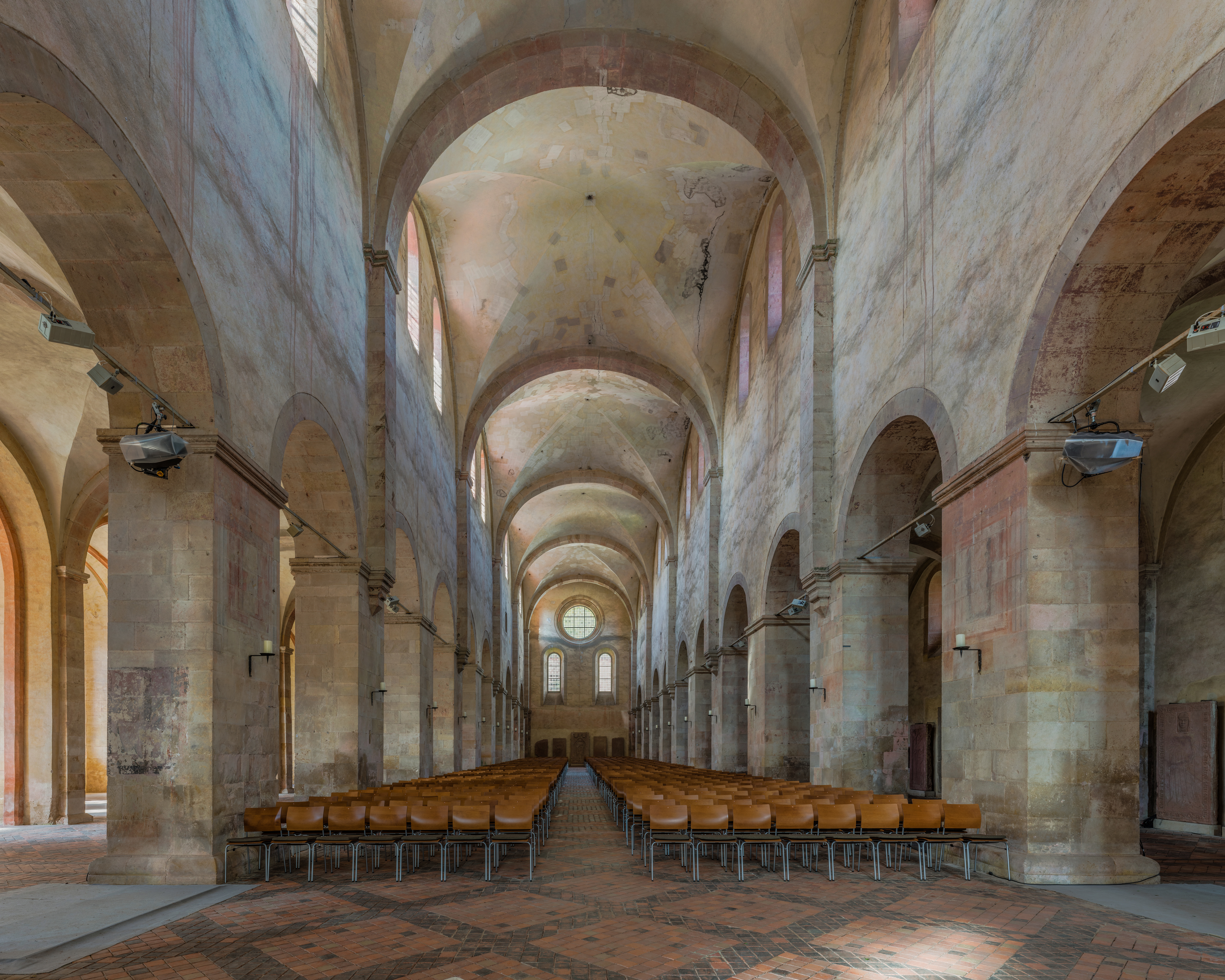
Inneres der Basilika Eberbach
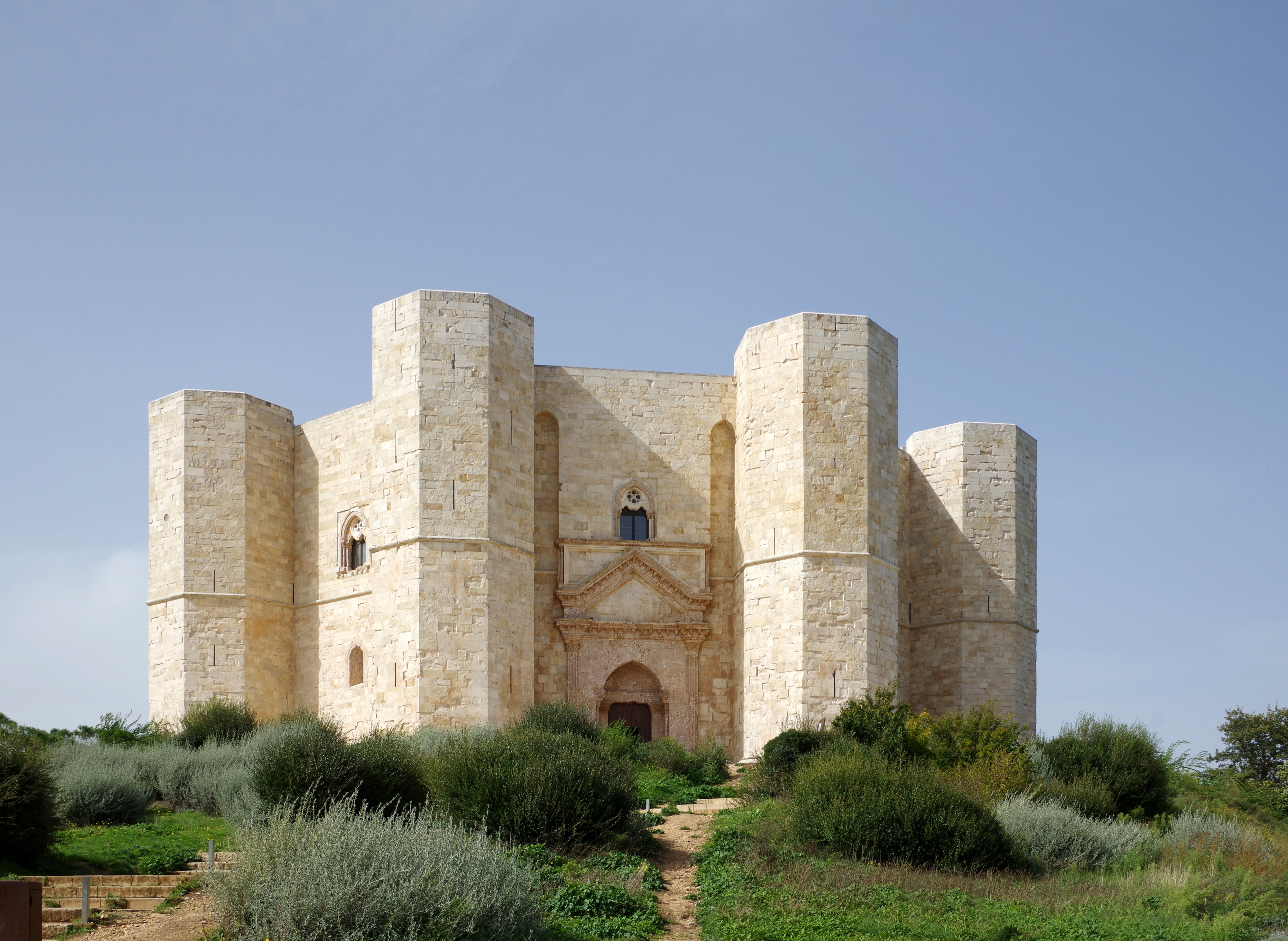
Castel del Monte in Apulien
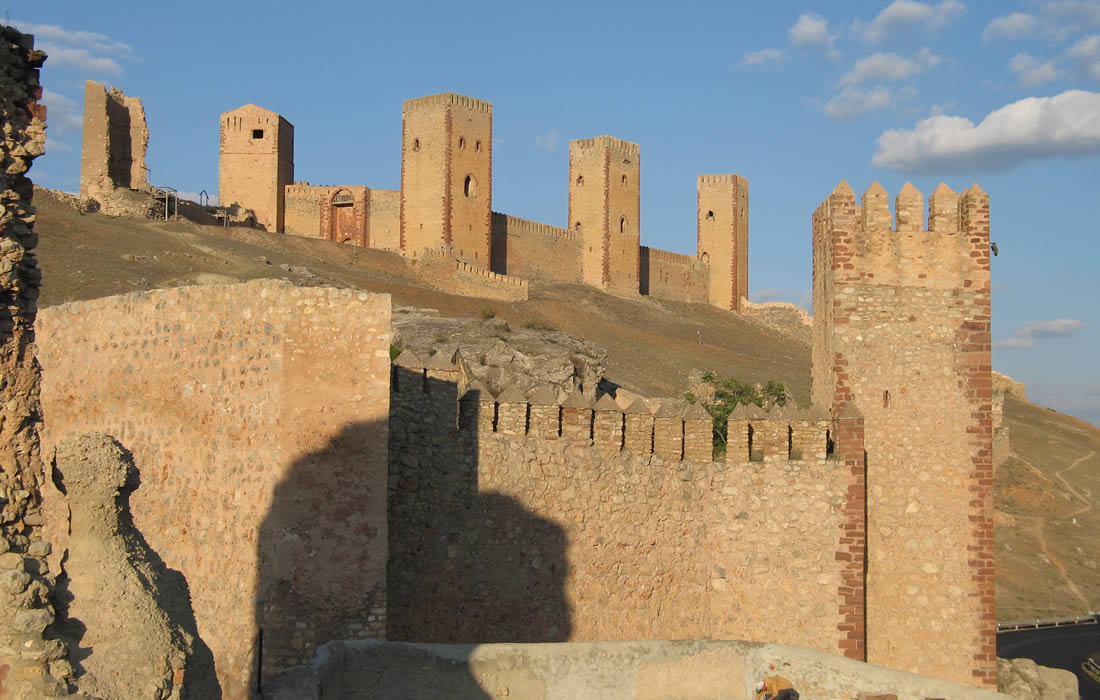
Burg in Molina de Aragón

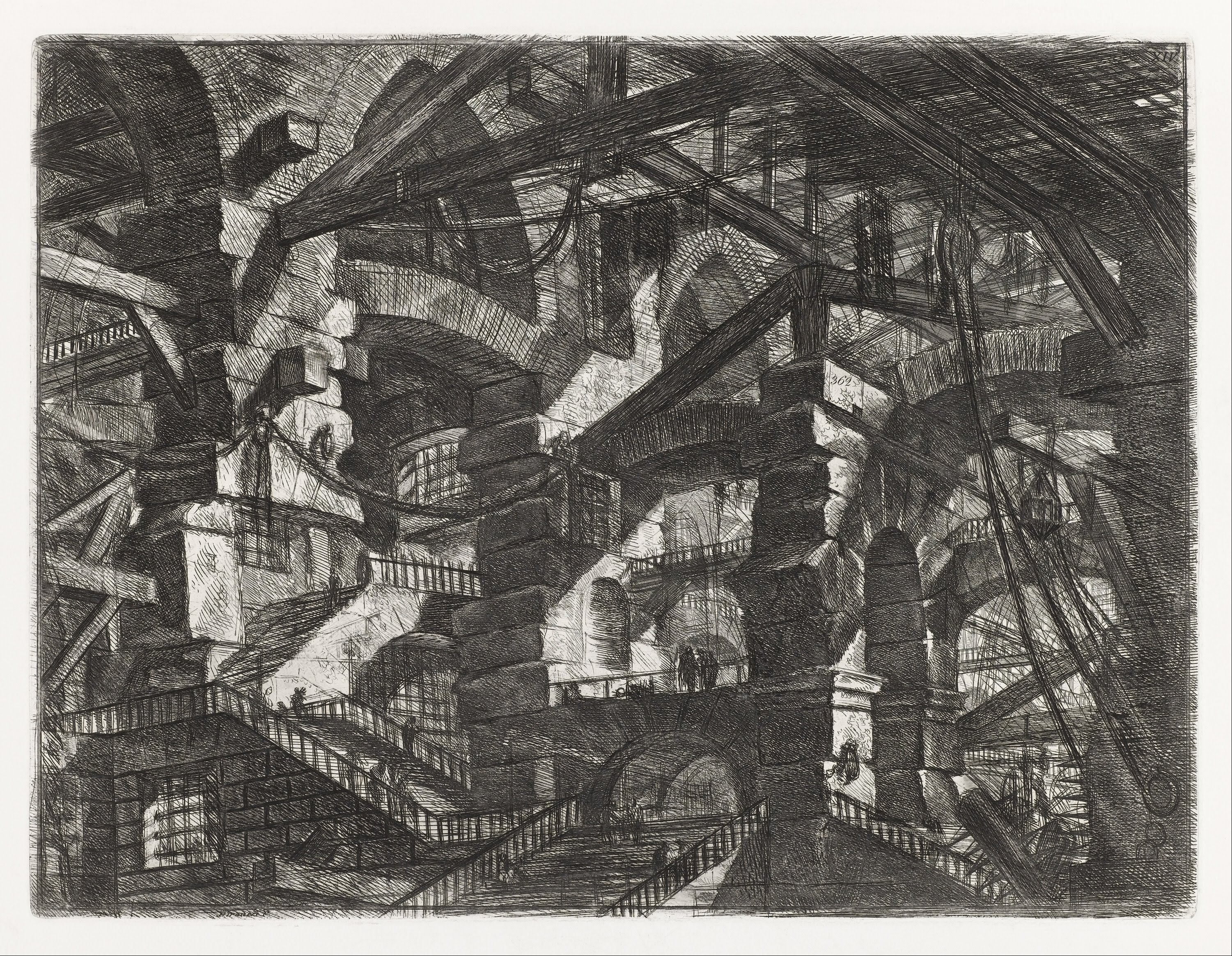
Carceri-Serie, Platte XIV (Giovanni Battista Piranesi, 1745)

Als Historienfilm stellte er seinerzeit auch eine dramaturgische Besonderheit dar, da er eine fiktive mittelalterliche Geschichte erzählt, die diese Zeit aber nicht nur als Schauplatz, sondern als authentischen Handlungsort mit historisch spezifischen Inhalten inszenierte. „Wir machen den Film, weil uns die ganze Situation des Mittelalters interessiert, und zwar nicht als eine Art Background für irgend eine Geschichte, sondern als Thema“ (Bernd Eichinger während der Dreharbeiten). Ältere Historienfilme hatten entweder klassische literarische Themen verarbeitet oder moderne Geschichten in ein historisches Gewand gesteckt. Diese beiden Varianten sind auch heute noch beliebt (z. B. Amadeus mit realem Thema sowie A Knight’s Tale mit modernem Thema in einem wenig authentischen Setting).
Der Film weicht an mehreren Stellen von der Vorlage ab. So kann Bernardo Gui die Abtei im Buch unbehelligt verlassen und nimmt dabei die gefangenen Ketzer – wie auch das Dorfmädchen – mit, um sie einem weltlichen Gericht zu übergeben. Die labyrinthische Bibliothek, die in der Buchvorlage nur den obersten (zweiten) Stock des Aedificiums (das Hauptgebäude der Klosteranlage) belegt, erstreckt sich im Film über mehrere Stockwerke und kann dadurch in Bildern gezeigt werden, die an das beunruhigende Treppauf Treppab in Grafiken von M. C. Escher wie Relativity und an die Carceri des Giovanni Battista Piranesi erinnern.
In einem Beitrag für die Wochenzeitung Die Zeit äußerte sich Ende Oktober 1986 auch der Autor der Romanvorlage, Umberto Eco, zu der Verfilmung. Dabei wertete er die Arbeit Annauds als eigenständige und akzeptable Interpretation seines Werkes ohne einen Anspruch einer getreuen Wiedergabe der Buchinhalte.

## Synchronisation
| Rolle                     | Darsteller                      | Deutscher Synchronsprecher |
| ------------------------- | ------------------------------- | -------------------------- |
| William von Baskerville   | Sean Connery                    | Gert Günther Hoffmann      |
| Adson von Melk            | Christian Slater                | Philipp Moog               |
| Adson von Melk (alt)      | Dwight Weist                    | Carl Lange                 |
| Der Abt                   | Michael Lonsdale                | Klaus Höhne                |
| Bernardo Gui              | F. Murray Abraham               | Gottfried Kramer           |
| Jorge                     | Fjodor Fjodorowitsch Schaljapin | Siegmar Schneider          |
| Berengar                  | Michael Habeck                  | keine Synchronisation      |
| Cuthbert von Winchester   | Andrew Birkin                   | Joachim Höppner            |
| Hugh von Newcastle        | Vernon Dobtcheff                | Klaus Guth                 |
| Kardinal Bertrand         | Lucien Bodard                   | Christian Marschall        |
| Malachias                 | Volker Prechtel                 | Volker Prechtel            |
| Michele                   | Leopoldo Trieste                | Manfred Lichtenfeld        |
| Remigio da Varagine       | Helmut Qualtinger               | Helmut Qualtinger          |
| Salvatore                 | Ron Perlman                     | keine Synchronisation      |
| Severinus                 | Elya Baskin                     | Wilfried Klaus             |
| Ubertino de Casale        | William Hickey                  | Alwin Joachim Meyer        |
| Gesandter der Inquisition | Franco Diogene                  | Alf Marholm                |
| Mönch                     | Ludger Pistor                   | keine Synchronisation      |

## Rezeption

### Kritiken
Beim Filmbewertungsportal Rotten Tomatoes erhielt der Film durchschnittliche 75 % positive Kritiken. Insgesamt wurden dem Film meist eine gute Umsetzung des komplexen Buchthemas in einen 2 Stunden Film bescheinigt, in welcher auch die Atmosphäre des Mittelalters gut wiedergegeben wurde, auch wenn die Krimihandlung teilweise etwas zu viel Raum einnimmt.
So bewertet es die Filmzeitschrift Cinema als einen schaurig, spannenden und labyrinthischen Krimi, während Andreas Köhnemann in der Kino-Zeit Event-Kino mit Anspruch sieht, befasst sich Marie Anderson im selben Publikationsorgan mit der Thematik, ob es gelingen konnte, diesen vielschichtige 800 Seiten Roman zu verfilmen:

„Der Name der Rose ist ein in sich stimmiges, spannendes Kriminalstück in wohl dosiertem philosophisch-theologischem Ambiente, das mit seiner sorgfältigen Ausstattung und Inszenierung durchaus eine das Originalwerk angemessen repräsentierende Literaturverfilmung abgibt, auch wenn die knapp 800 Seiten des kuriosen Romans sich kaum in guten zwei Stunden Film abbilden lassen können.“

Hans Gerhold schreibt im Filmdienst einerseits von einer gelungenen Verbildlichung von Ecos Roman, ist aber mit der allgemeinen Lösungsfindung am Ende des Films nicht einverstanden, weil es die parabelhafte Bedeutungsebene des Romans nicht wirklich wiedergibt:

„Die Verfilmung des Romans von Umberto Eco, dessen theologische, kunstgeschichtliche, philosophische und historische Exkurse, vor allem das Motiv des Ringens von Verstand und Vernunft mit Irrationalität und Dämonenglaube, nur noch teilweise eine überzeugende bildliche Entsprechung finden. Zwiespältig ist vor allem die Veränderung des Schlußteils, die die eher pessimistische Parabel allzusehr glättet. Als Unterhaltungsfilm, der die Welt des Mittelalters detailgenau und sorgfältig rekonstruiert und verlebendigt, dennoch ansprechend.“

Ähnlich äußert sich Gustav Frankin Zibaldone. Zeitschrift für italienische Kultur der Gegenwart: „Alle Abweichungen des Films vom Buch gehen nämlich auf Kosten von Ecos Verfremdungseffekten, auf Rechnung seines Versuchs einer Art innerer Reform von Massenkultur.“
Bei der Fernsehzeitschrift Prisma sieht man eine zu starke Konzentration auf die Krimihandlung, aber auch eine solide Inszenierung und gute Schauspielleistungen:

„Herausgekommen ist ein pompös inszenierter, spannungstechnisch solider historischer Krimi, der damit eine ganze Modewelle losließ. Aber was den Stoff eigentlich interessant macht, wurde offenbar als philosophischer Ballast angesehen und getilgt...Dagegen kann "Der Name der Rose" auf jeden Fall mit handwerklicher Sorgfalt und guten Darsteller-Leistungen aufwarten.“

Bei wichtigen US-Zeitschriften wurde der Film eher kritisch bewertet.
So schreibt der populäre Filmkritiker Roger Ebert in der Chicago Sun-Times vom 24. Oktober 1986 über das „verwirrende“ Drehbuch als „undiszipliniert“ und „unlogisch“. Außerdem kritisierte er die seiner Meinung nach mangelhafte Beleuchtung, bei der der Zuschauer manchmal nicht sicher sei, was gerade auf der Leinwand passiere. Die Atmosphäre des Films „erdrücke“ („overwhelm“) die Handlung. Ebert bezeichnete den Charakter von William von Baskerville als „modern“, wohingegen alle Mönche in der Abtei schon gleich wie Verdächtige aussehen.
Rita Kempley bemängelt in der Washington Post, dass das Aussehen der Mönche an den Komiker Marty Feldman erinnere. Der aufwendig inszenierte Film sei deshalb nur schwer ernst zu nehmen. Er zeige das Mittelalter als eine Zeit von bösartigen Inquisitoren, hungernden Bauern und lüsternen Geistlichen. Die Charaktere seien wie Gespenster, und so finde ein Zuschauer keinen Zugang zur Geschichte:

„It's a richly appointed production that's hard to take seriously since the monks all look vaguely like Marty Feldman...his clerics, with their hunchbacks and googly eyes, seem modeled on the monastery gargoyles... Annaud and his international team do paint an intriguing portrait of the times, with its evil Inquisitors, starving peasants and licentious men of God...The characters are wraiths... And so we are never involved in the mystery.“

Für Vincent Canby in der New York Times ist der Film zwar sehr bemüht, die Atmosphäre der damaligen Zeit einzufangen, und auch die Schauspieler sind gut, aber die Figur des Ermittlers gespielt von Sean Connery ist einfach zu modern und passt nicht in diese Zeit, insbesondere, weil sein Gegenspieler der Inquisator gespielt von F. Murray Abraham nur eindimensional dargestellt wird:

„the movie is full of the kind of atmosphere that can be created by elaborate sets, dim lighting and misty landscapes, though it has no singular character or dominant mood...Mr. Connery doesn't have an easy time of it. He plays Brother William as something of an anachronism. This 14th-century monk is a worldly, 20th-century scholar-priest, the sort who would be as proud of his memory for football scores as of his knowledge of obscure Greek or Arabic texts on the treatment of warts... In his first screen appearance since his Oscar-winning performance in Amadeus, F. Murray Abraham plays Brother William's chief adversary, Bernardo Gui, an inquisitor who sees heresies everywhere and has a real fondness for torture for its own sake. The role is very brief.“

### Auszeichnungen
Der Film gewann 1986 in Deutschland den Jupiter als Bester Film und die Goldene Leinwand.
Im Jahr 1987 gewann er den David di Donatello in vier Kategorien, darunter für die Kostüme und für die Kameraarbeit. Er wurde für den Edgar Allan Poe Award nominiert und gewann das Nastro d’Argento (Silbernes Band) des Sindacato Nazionale Giornalisti Cinematografici Italiani in drei Kategorien, ebenfalls für Kameraarbeit und Kostüme, sowie das Produktionsdesign. Sean Connery gewann außerdem den Deutschen Filmpreis, den der Film auch in zwei weiteren Kategorien gewann. Jean-Jacques Annaud gewann den César und den René Clair Award.
Sean Connery und der Maskenbildner Hasso von Hugo bekamen im Jahr 1988 den British Academy Film Award.
Die Deutsche Film- und Medienbewertung FBW in Wiesbaden verlieh dem Film das Prädikat besonders wertvoll.